# أليس إيكولز
أليس إيكولز (بالإنجليزية: Alice Echols)‏ هي مؤرخة وصحفية أمريكية، ولدت في 1951.